# Neues Rathaus (Bremen)

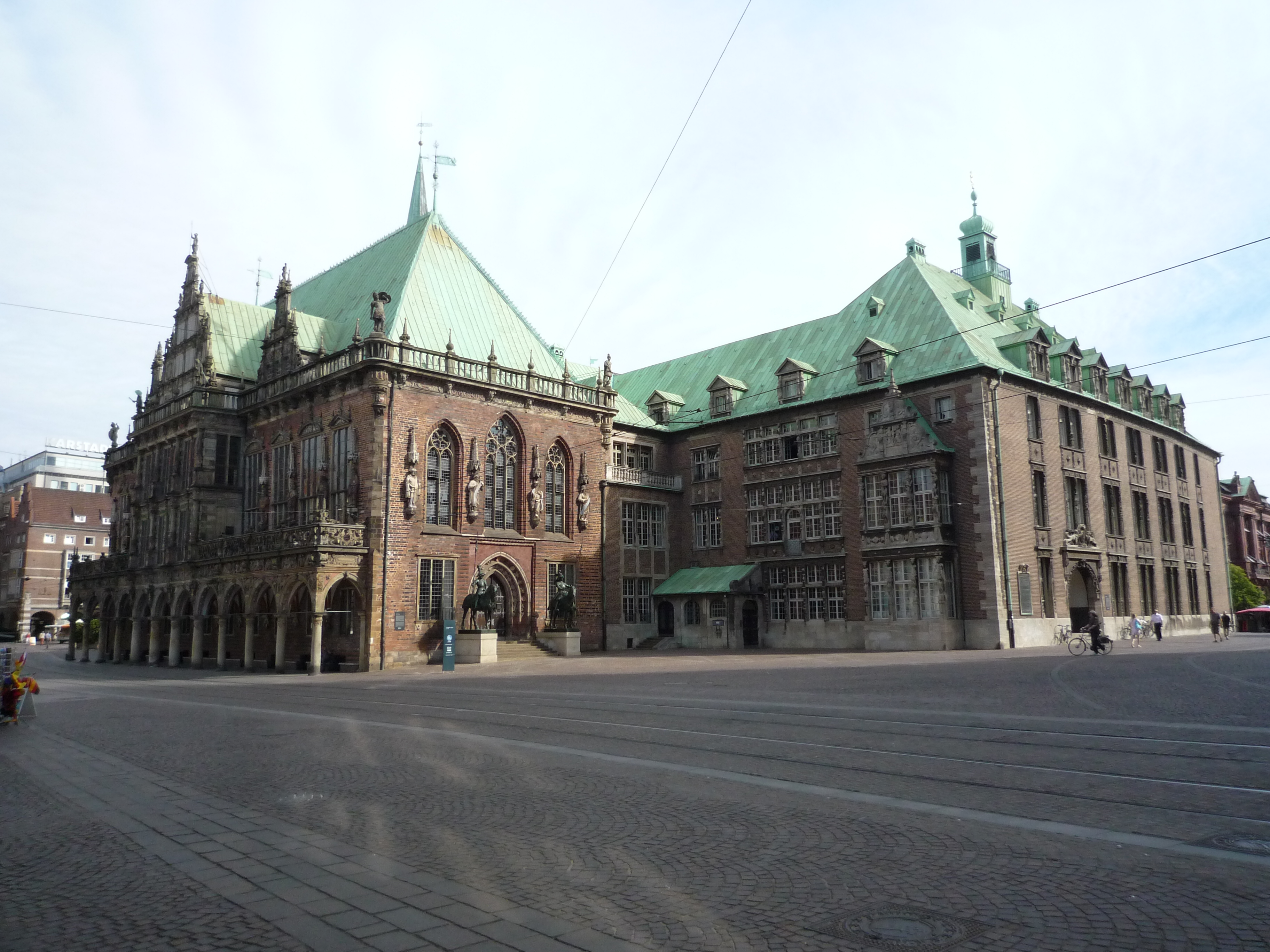
Altes- und Neues Rathaus

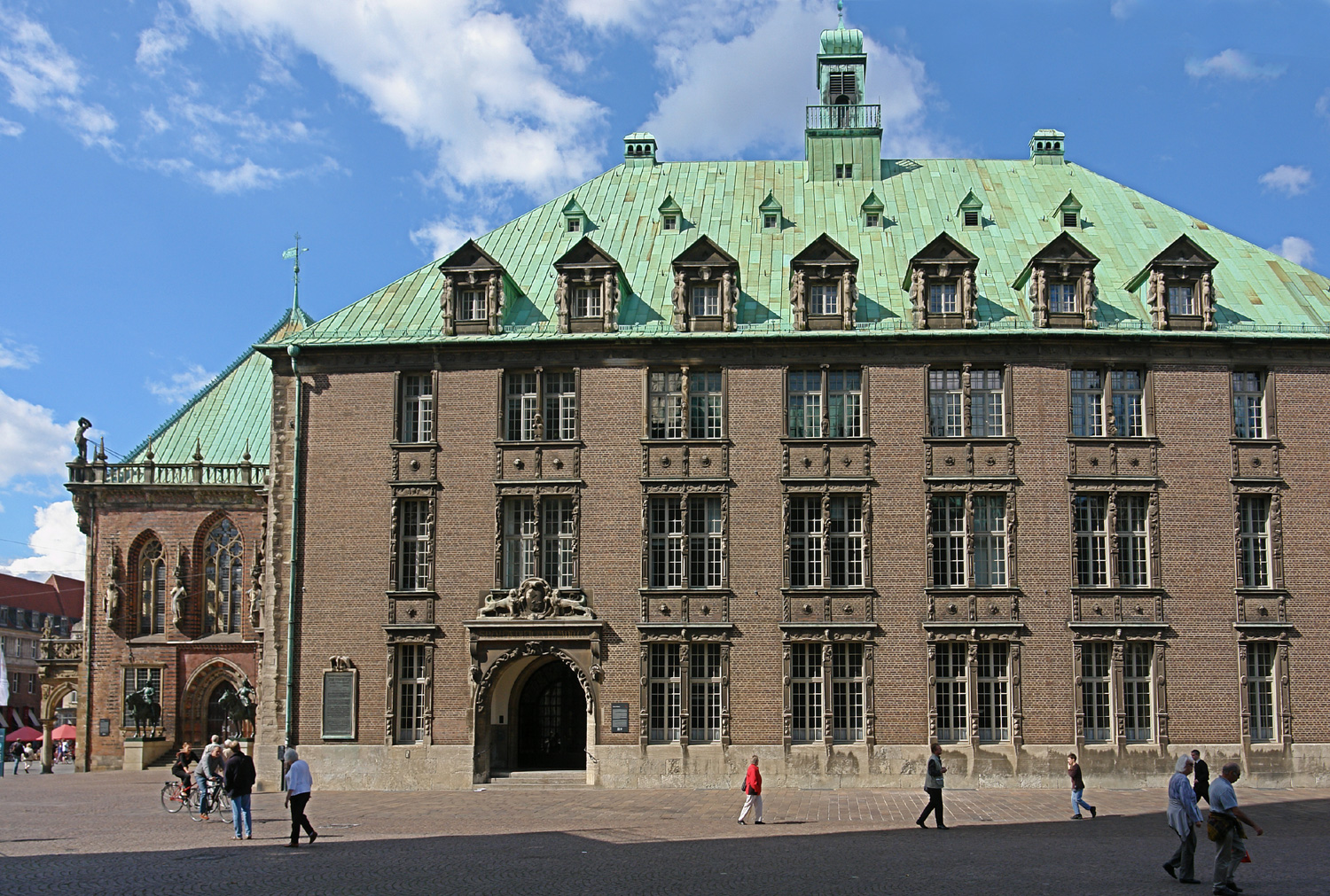
Südostfassade mit Portal

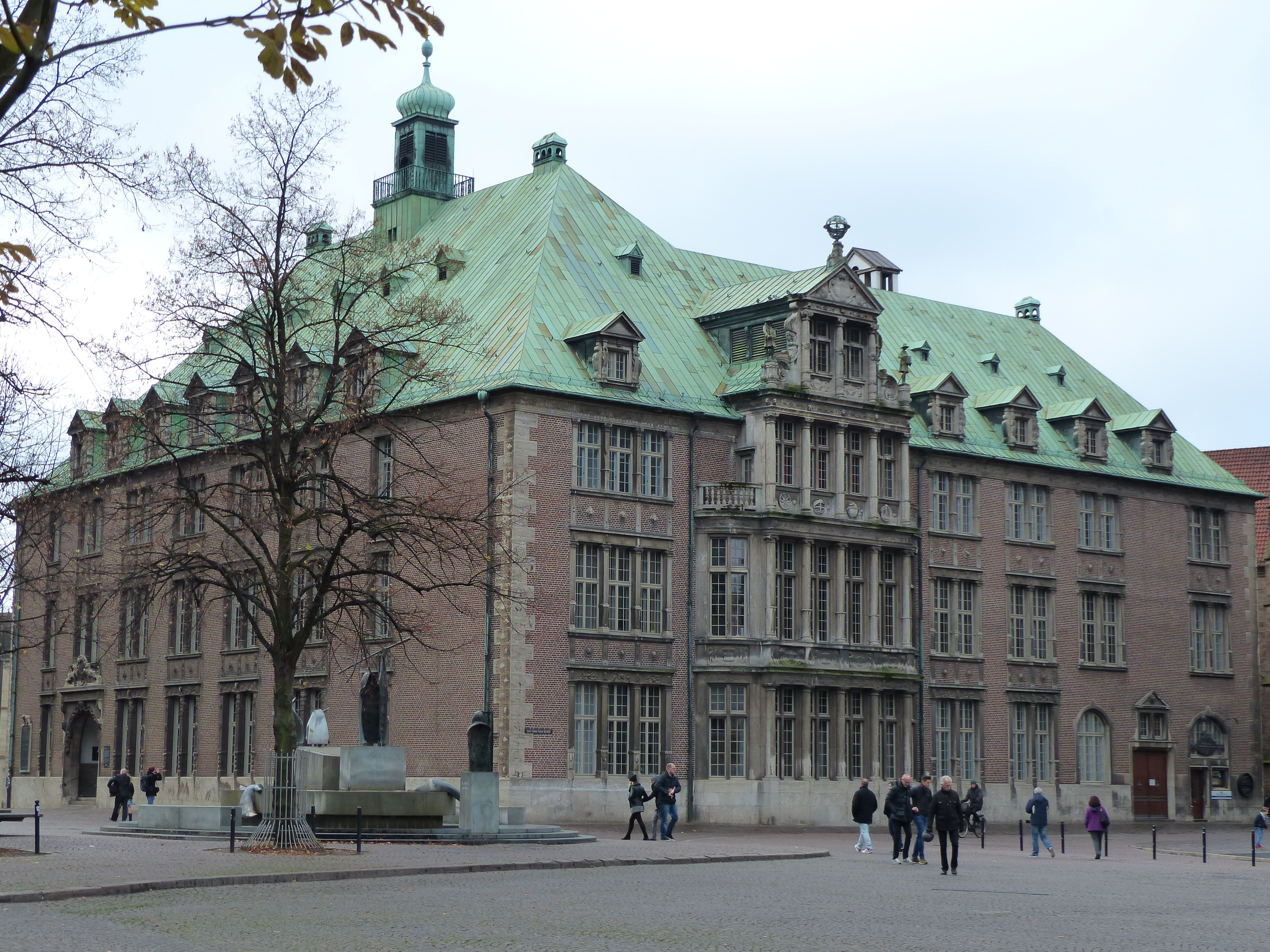
Neues Rathaus vom Domshof

Das Neue Rathaus in Bremen steht seit 1913 im Stadtteil Mitte, Ortsteil Altstadt, baulich verbunden mit dem Bremer Rathaus, frontseitig gelegen am Domshof und rückseitig am Platz Unser Lieben Frauen Kirchhof. Gegenüber steht der Bremer Dom. Es wurde als dezenter Erweiterungsbau des Alten Rathauses gestaltet. Das Bremer Rathaus wurde 2004 zusammen mit dem Bremer Roland von der UNESCO zum Weltkulturerbe der Menschheit erklärt.
Das Gebäude steht seit 1973 unter Denkmalschutz.

## Geschichte

### Stadthaus

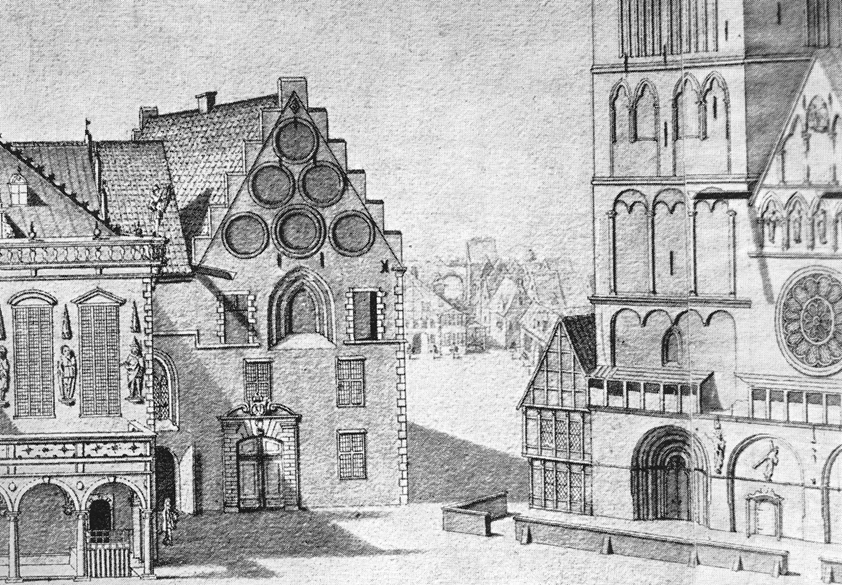
Palatium: Südgiebel um 1695

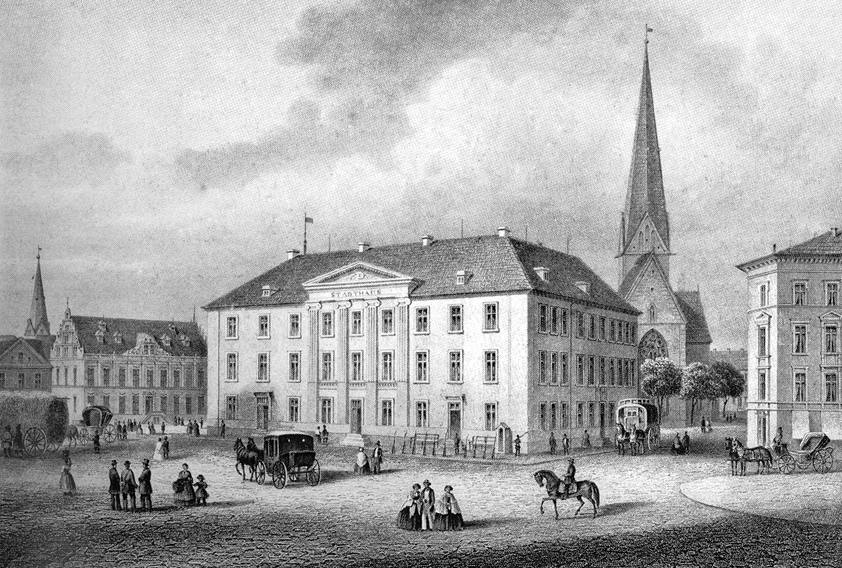
Stadthaus um 1850

Von 1819 bis 1908 diente das schlichte klassizistische Stadthaus neben dem Rathaus den erweiterten Anforderungen aus verschiedenen Verwaltungsbereichen. Es war an Stelle des ehemaligen erzbischöflichen Palatiums errichtet worden. 1818 hatte Bremen 37.029 und 1904 bereits 206.928 Einwohner. Das architektonisch durchaus gelungene Gebäude genügte nicht mehr den räumlichen und repräsentativen Ansprüchen der wachsenden Stadt.

### Neubaupläne
Bereits der Bremer „Petroleumkönig“ Franz Schütte wollte schon 1891 erreichen, dass das Stadthaus durch einen Neubau ersetzt werde. Einen Entwurf dazu ließ er vom Dombauarchitekten Max Salzmann erarbeiten. Das Anliegen blieb in Ermangelung an Geld erfolglos. 1899 kaufte Schütte vom Senat für 2,5 Mio. Mark ein großes Grundstück und verpflichtete sich zu der Erschließung, verbunden aber mit der Auflage, dass die Stadt von diesen Einnahmen das neue Verwaltungsgebäude bauen müsse. Nach erster Ablehnung und dann hitzigen, kritischen Diskussionen beschloss die Bremische Bürgerschaft mit 89 gegen 26 Stimmen und einer Enthaltung, das Angebot des Konsortiums um Schütte anzunehmen.
Ein Architektenwettbewerb wurde 1903/04 für einen Erweiterungsbau ausgeschrieben, 105 Entwürfe eingereicht, aber ein Erster Preis nicht vergeben. Nach einem zweiten, beschränkten Wettbewerb von 1907/08 erhielt der Münchener Architekt Professor Gabriel von Seidl den Ersten Preis und den Planungsauftrag. Die Bauaufsicht lag beim Bremer Baudirektor Ernst Ehrhardt. Das Stadthaus – in wilhelminischer Prachtliebe als „grauer Kasten“ oder „Schandmal“ bezeichnet – und das noch vorhandene Kleine Palatium von 1580 wurden 1909 abgerissen. Die Bremer Polizei zog deshalb bereits 1908 in das neue Polizeihaus Am Wall um.

### Der Neubau

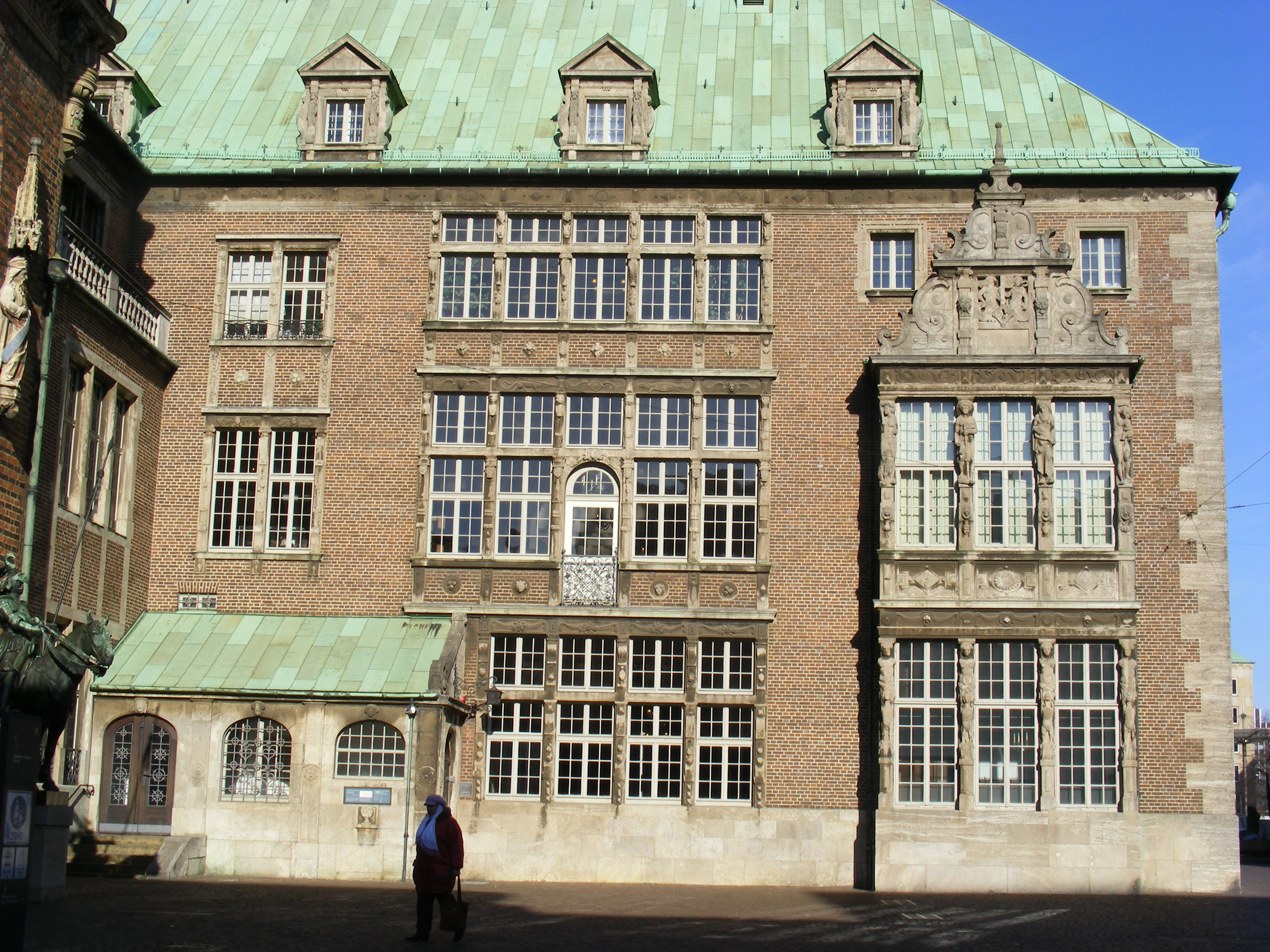
Südwestfassade: Verkündigungs- laube (Bogen im großen Fenster der ersten Etage) und Bürgermeistererker

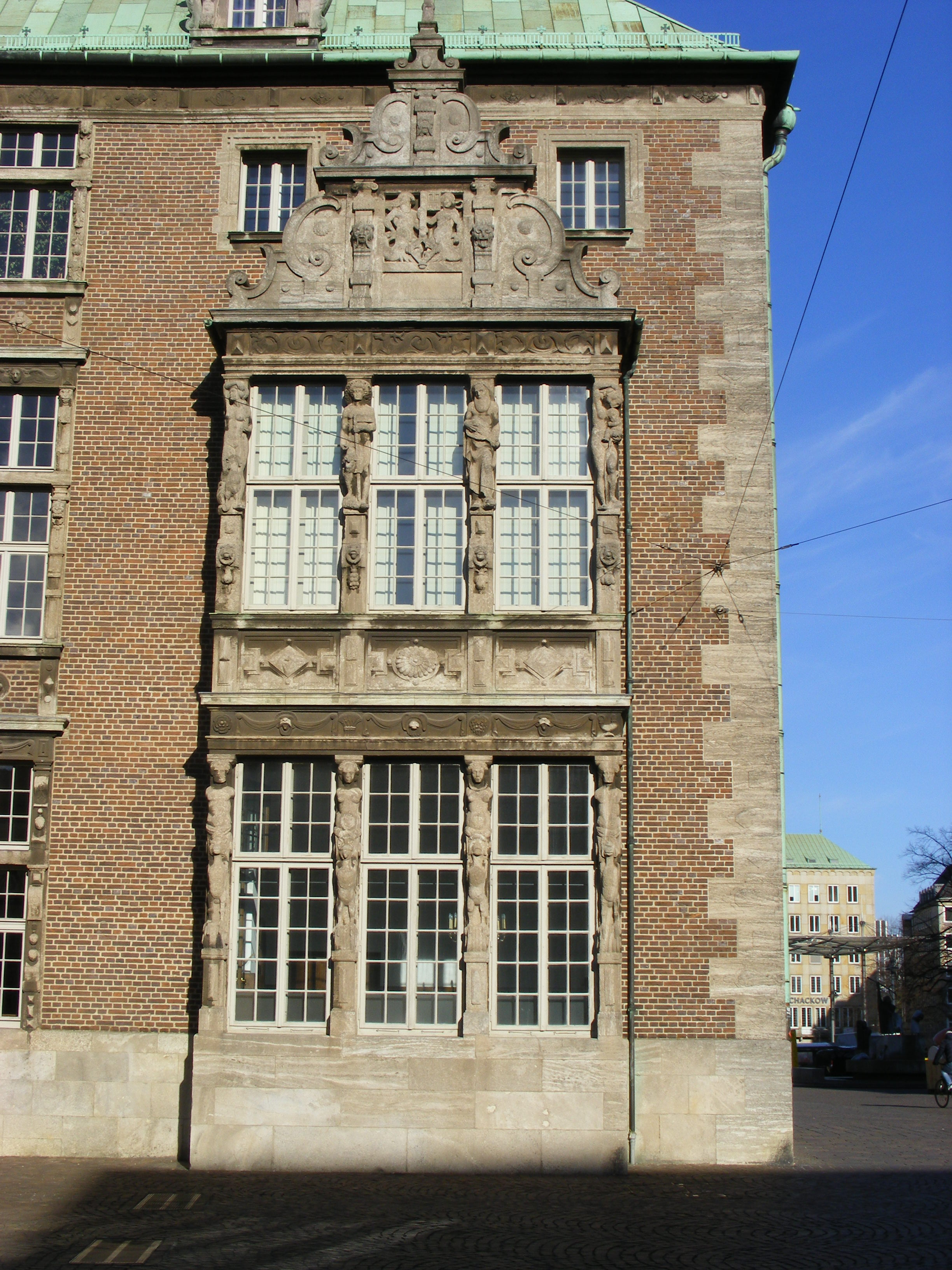
Südwestseite, Bürgermeistererker

Von 1909 bis 1913 wurde das Neue Rathaus durch zumeist Bremer Firmen gebaut. Es ist dreimal so groß wie das alte Rathaus. Im Stil der Neorenaissance entstand ein dezentes, dreigeschossiges, verklinkertes Gebäude mit einem mit Kupferplatten gedecktem Walmdach. Oldenburger Klinker und bayrischer Muschelkalk sind die Materialien der Fassaden. Obernkirchener Sandstein ist u. a. im Inneren verwendet worden. Auf einen in dieser Zeit üblichen Rathausturm wird ausdrücklich verzichtet. Senator Friedrich Nebelthau brachte es 1913 auf den Punkt: „Wie schmiegt es sich dem alten Rathaus an, ohne in Nachahmung zu verfallen“.

#### Fassaden

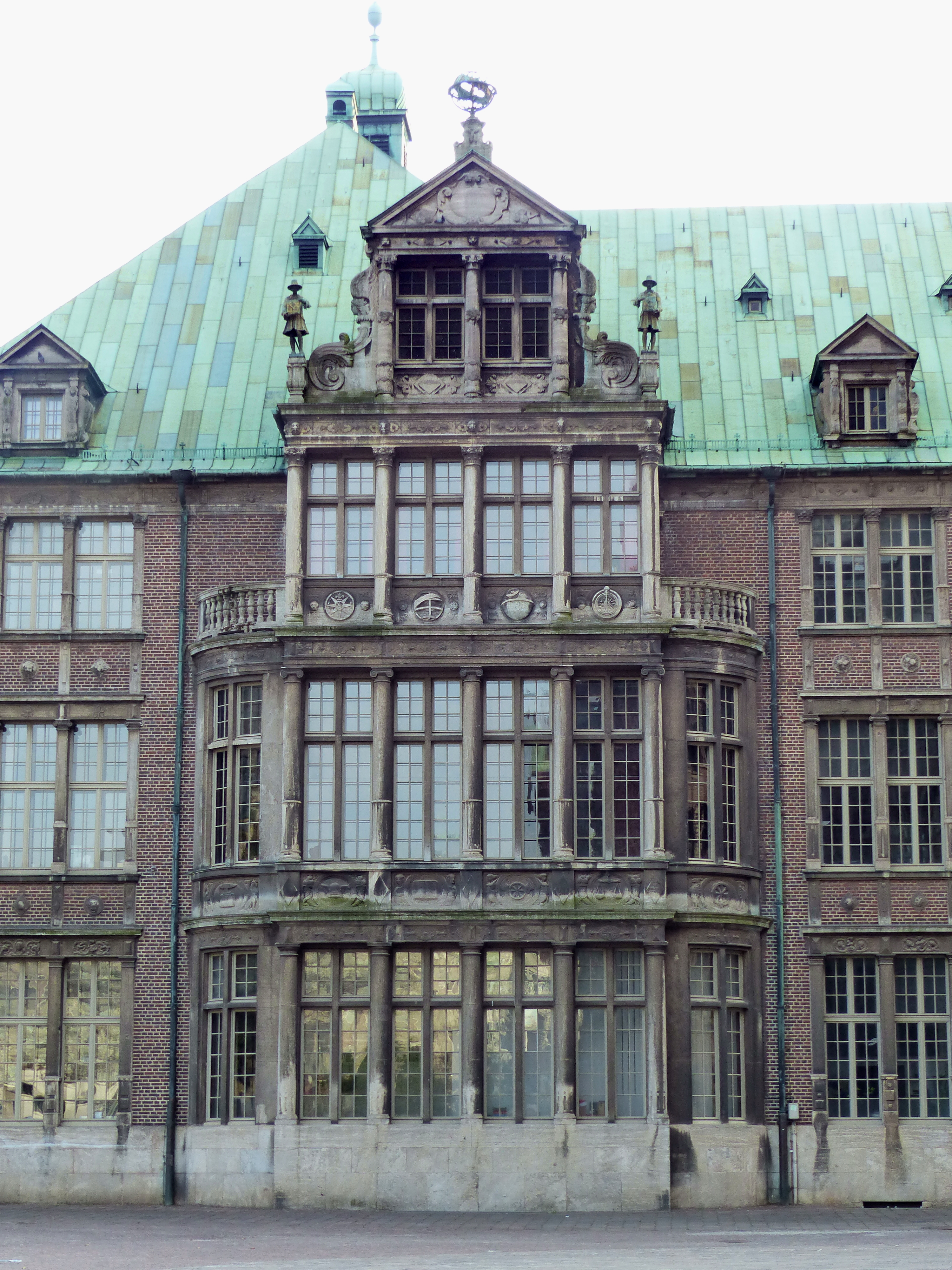
Nordostseite, Senatserker

Die südöstliche Hauptfassade zum Dom gliedert sich in fünf zweiteilige Fenster und an den Seiten je ein schmaleres Fensterband. Sieben Gauben gliedern das Walmdach, darüber sechs kleine Lüftungsgauben. Auf dem Dach ein mittiger, zierlicher Dachreiter, der durch eine vergoldete, wetterwendische Fortuna, gestaltet aus Bronze von Georg Roemer, abgeschlossen wird.
Die südwestliche Fassade zum Grasmarkt bestimmt der zweigeschossige Erker des Bürgermeisterzimmers. Links davon in der dreigeschossigen Glasfassade mit fünf Fensterachsen eine Verkündigungslaube, wie sie an alten Rathäusern öfters zu finden waren, so auch am alten Bremer Rathaus.
Die nordöstliche Fassade zum Domshof wird geprägt durch den viergeschossigen Senatserker mit seinen vier Fensterachsen und einem halbrunden Übergang der beiden unteren Geschosse. Eine antikisierende Attika schließt den Erker ab, darauf steht hanseatisch der Globus als Armillarsphäre von Roemer. Unter den Fenstern des Senatssaals die Symbole für Handwerk, Handel, Wissenschaft und Recht. Am Erker, gemeißelt von Heinrich Erlewein, hafenstädtischen Zeichen und Geräte. Die steinernen Schutzengel mit den beiden stehenden Bremer Ratsherren über der dritten Erkerebene stammen von Roemer.
Die nordwestliche, drei- bzw. zweigeschossige Rückseite zum Schoppensteel und der Liebfrauenkirche erhielt eine schlichtere Fassade (Jugend- oder auch Reformstil) mit fünf Zwerchgiebeln, geteilt durch ein rundes Türmchen, mit kugeligem Turmhelm. Neben dem Türmchen wurde das Kanzleiportal aus dem 17. Jahrhundert eingefügt, das vorher die Mitte der schlichten Rückseite des Alten Rathauses geziert hatte. Hinter der rechten, zweigeschossigen Seite dieser Jugendstilfassade befindet sich der große Festsaal und hinter dem dreigeschossigen linken Teil im 1. Obergeschoss beim Türmchen das Kaminzimmer und ganz links das Gobelinzimmer.
Das Hauptportal fand eine asymmetrische Anordnung. Über dem Portal befindet sich das Bremer Wappen und die Inschrift S·P·Q·B für Senatus populusque Bremensis (Senat und Volk von Bremen) sowie ÆDIFIC A° D° MDCCCCX für gebaut Anno Domini 1910.

#### Einweihung
Am 16. Januar 1913 wurde das Gebäude eingeweiht und Senator Friedrich Nebelthau begann seine Rede mit den Worten: „Dieser Bau verdankt seine Entstehung Franz Schütte“. „Der neue Bau, der innerlich dem alten so harmonisch verbunden ist, soll auch nach außen mit ihm denselben Namen führen“, so Bürgermeister Carl Barkhausen in seiner Einweihungsrede. Das Gebäude dient von nun nur noch als Senatskanzlei und trug nunmehr wie in anderen Städten die Bezeichnung Neues Rathaus. Erfreulich war die Feststellung der Unterschreitung der kalkulierten Baukosten von 1,518 Millionen Mark um rund 100.000 Mark.

### Dekoration

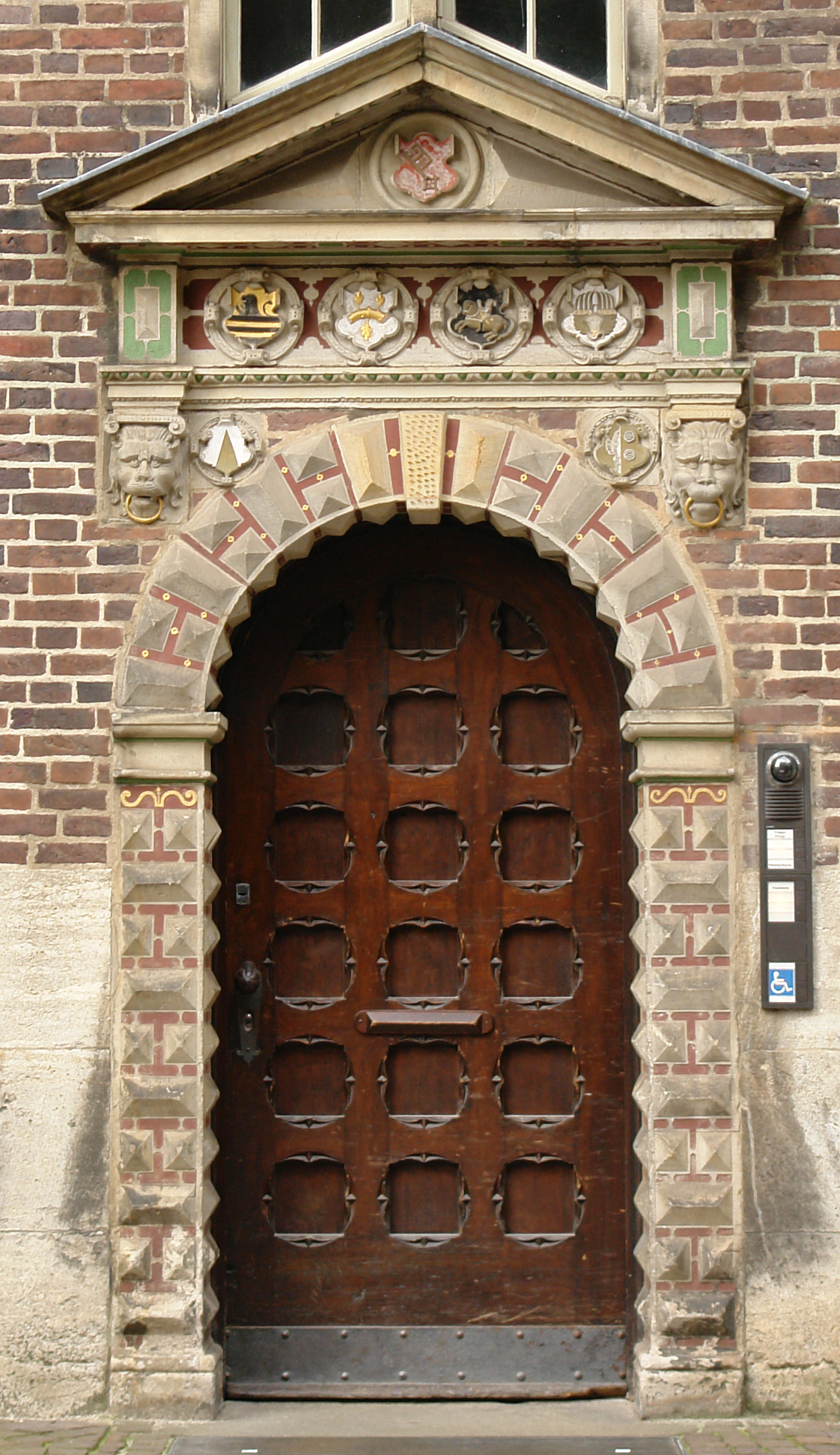
Renaissanceportal aus der Rückseite des Alten Rathauses in der Wand des Neuen Rathauses

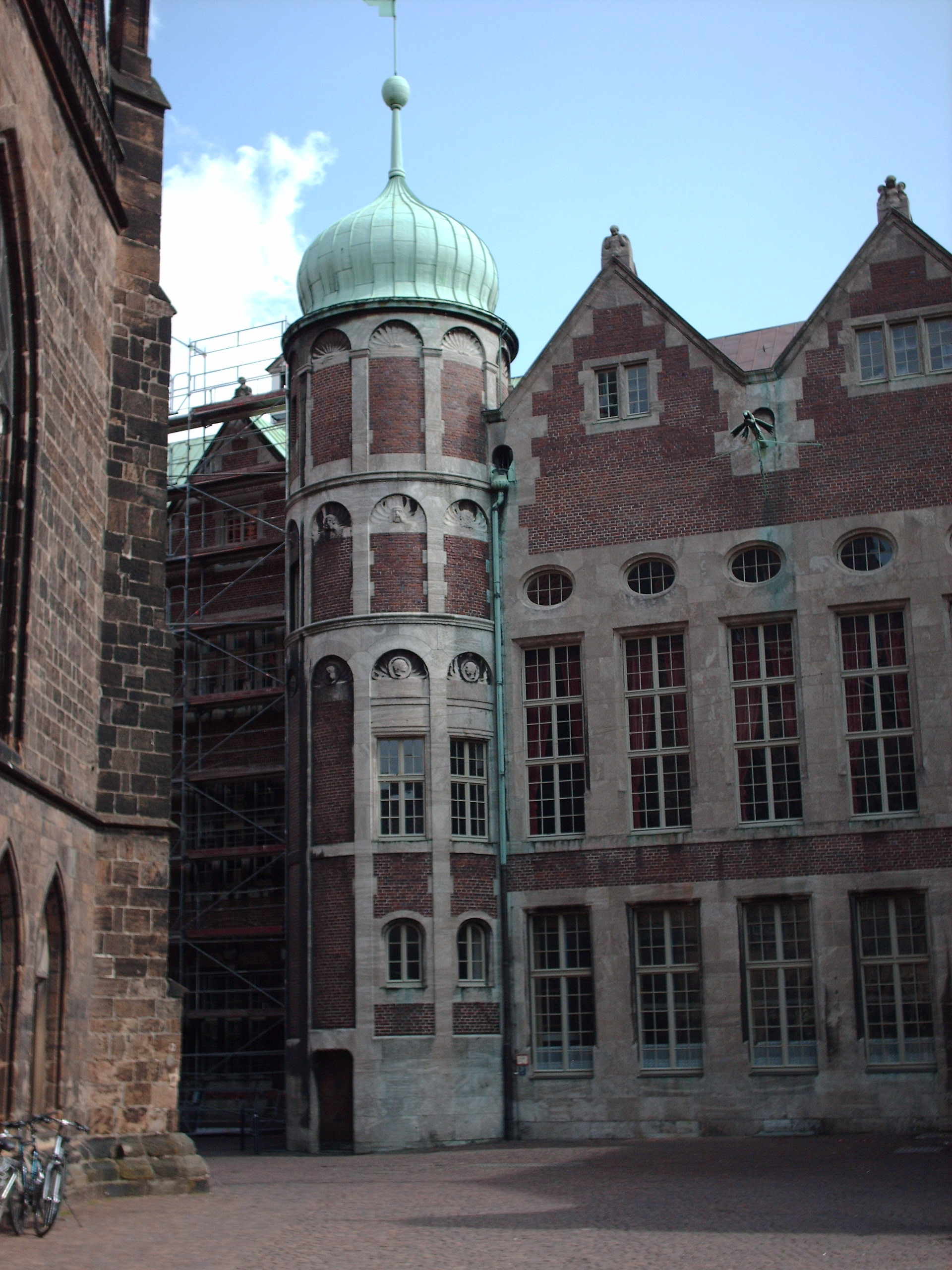
Jugendstilfassade zum Liebenfrauenkirchhof

Für die Steinmetzarbeit an den Außenfassaden nach den Entwürfen von von Seidl wurden im Bereich der Haupt- und der Grasmarktfassade die bayrischen Bildhauer Julius Seidler und Fidelis Enderle sowie bei der Domshof- und Liebfrauenkirchhofseite auf Druck des Senats der Bremer Heinrich Erlewein beauftragt.
Von Seidl dekorierte die fünf Doppelfenster an der Seite zum Dom von links nach rechts mit biblischen Themen wie der Sündenfall (Portalfenster), Susanna im Bade, Abraham mit Sara und Hagar, David gegen Goliath, König Ahab mit Isebel und Nabot.
Die kleineren Fenster links und rechts sind im Sinne des Neuen Testaments dekoriert
- links (Bürgermeister-Fenster) mit den mythologischen Vögeln für Jesus Christus stehend: Eule für Weisheit, Adler für Stärke, Pelikan für Liebe und Phönix für Wiedergeburt und
- rechts (Evangelisten-Fenster) mit den Attributen der vier Evangelisten, dem geflügelten Menschen für Matthäus, dem Löwen für Markus, dem Stier für Lukas und dem Adler für Johannes.

Darüber hinaus schmücken diverse andere Figuren und Ornamente die Fassaden so wie die vier Kinder, die mit Haustieren spielen, der Stab des Merkur und der Dreizack Neptuns für Handel und Schifffahrt, zwei spielende Engel am Architrav zum Domshof, Eichhörnchen am Staatsvorrat knabbernd, ein Löwe tötet den Basilisk, weitere Löwen mit Ringen im Maul und einer mit dem Bremer Schlüssel, diverse andere Tiere, eine Sirene lockt die Seemänner oder ein Mann mit einem Schild.
Den Erker am Bürgermeisterzimmer zum Grasmarkt zieren vier Figuren als Sinnbild der vier Tageszeiten: Junge Frau am Morgen, junger Mann mit Arbeitsgerät, älterer Mann spielt abends Musik und müde Frau ist bereit für den Schlaf. Links daneben ein Zeichen für den Handel sowie ein Krokodil und eine Schildkröte als Symbol für die Bedächtigkeit im Handel. Unterhalb der Verkündigungslaube schmunzelt verschelmt Till Eulenspiegel in einem Medaillon aus Stein neben dem eines Löwen.

### Künstlerische Ausgestaltungen

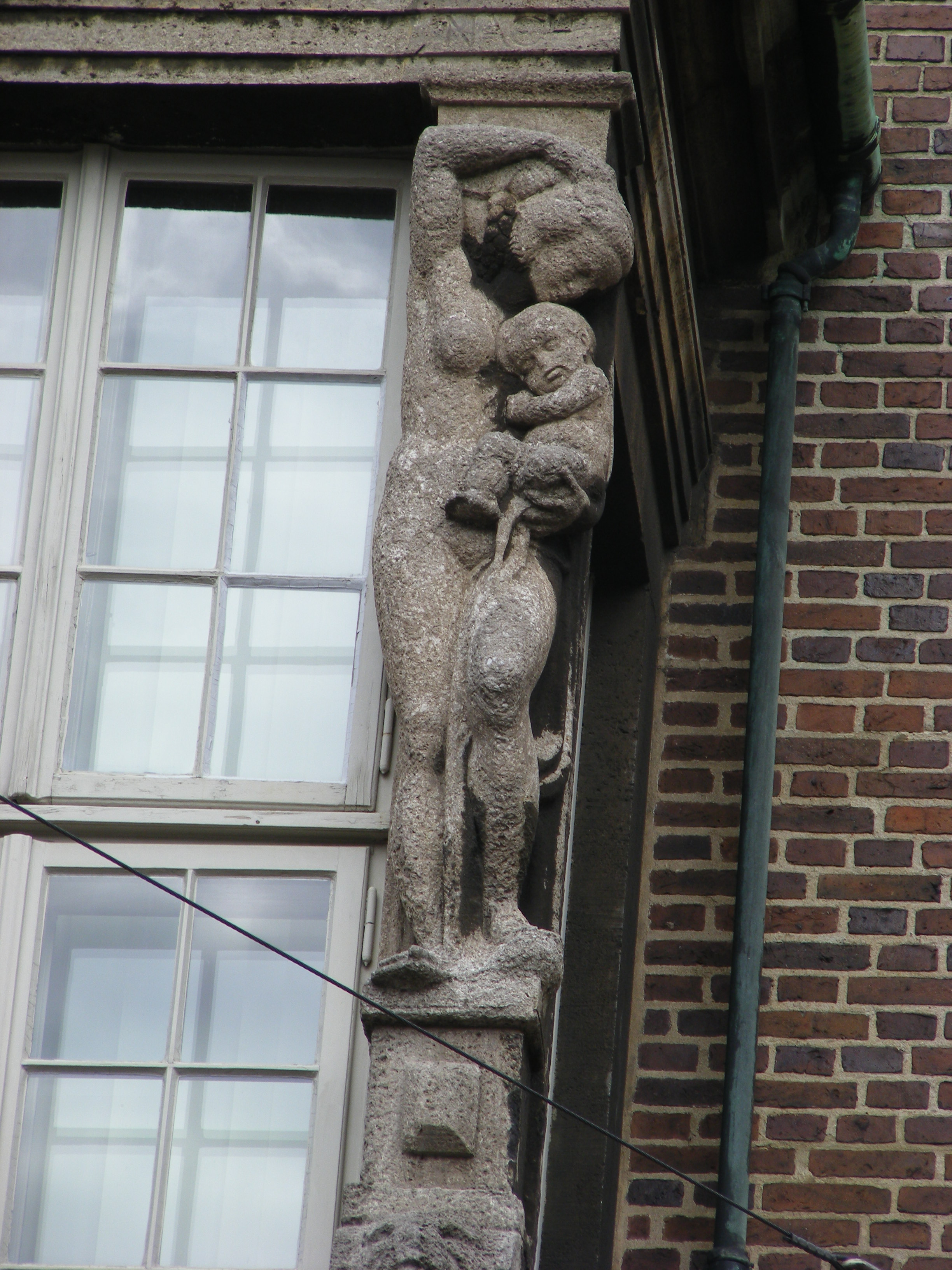
Expressionistische Plastik am Bürgermeistererker

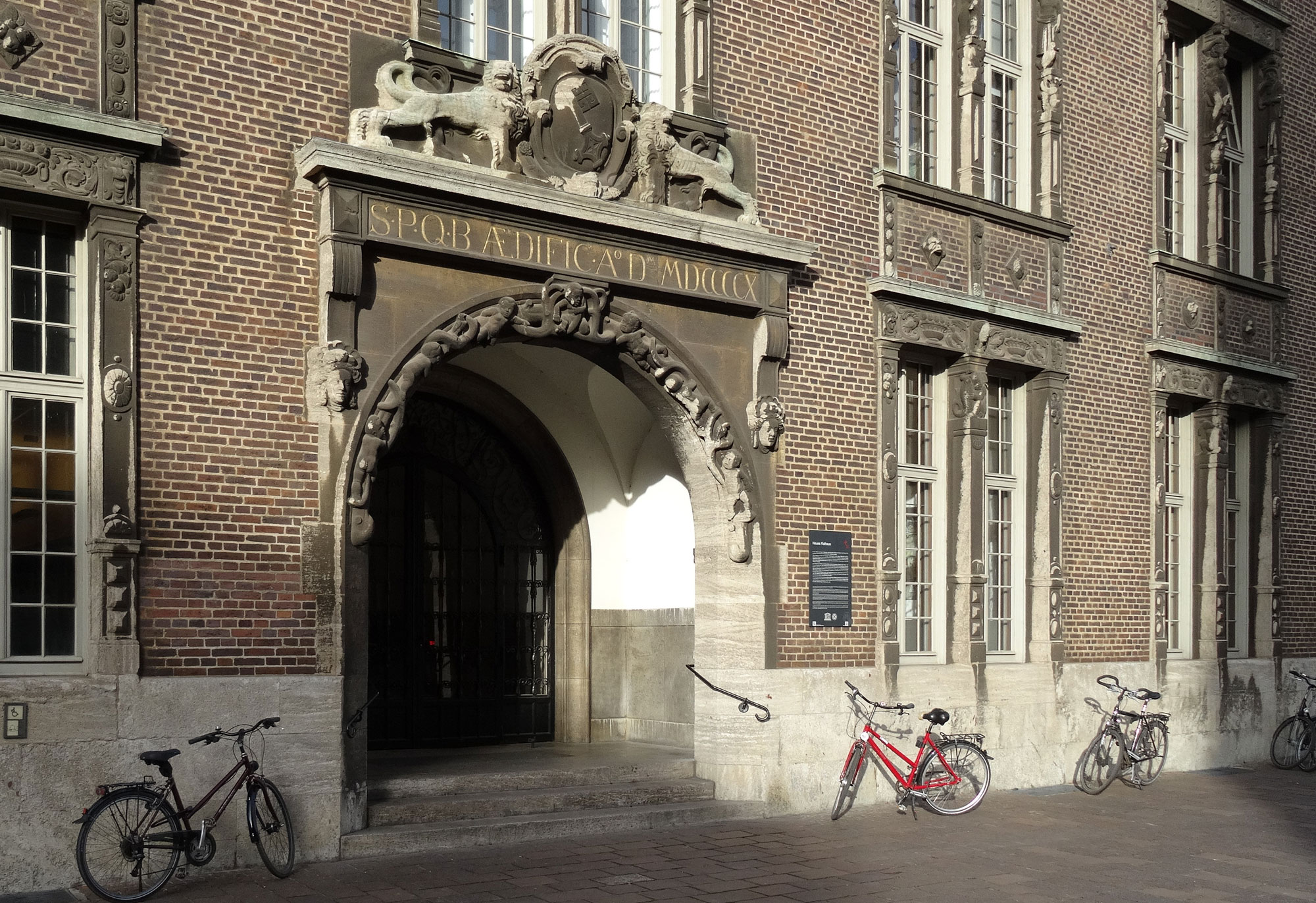
Haupteingang

Die künstlerische Ausgestaltung im Inneren erfolgte u. a. mit Bildern und Ausmalungen von Bremer Künstlern wie Carl Vinnen, Otto Bollhagen, Carl Windels, Fritz Jacobsen, Rudolf Alexander Schröder und Bernhard Wiegandt, sowie Ludwig von Herterich (München), Hermann Sandkuhl (Berlin).
Einige Holzschnitzarbeiten waren von F. Schlaich und Zdzislaus Victor Kopytko. Die Bildhauer Max Josef Rebhan und Hermann Lüdecke führten Stuckdecken und weitere Bildhauerarbeiten aus sowie Alfred Glaser (München), den Kinderfries, andere Ornamente in der Wandelhalle und die Holzfigur der Abundantia (Göttin des (Bremer) Überflusses). Einige Wandbespannungen entstanden nach Entwürfen von Rudolf Alexander Schröder. Ein Wasserspeier an der Westseite gestaltete Fritz Kallmeyer (Bremen).
Von Georg Roemer (München) stammen ein Relief vom Erzbischof Giselbert, zwei Ratsherrenskulpturen aus Kupfer, die Armillarsphäre auf dem Senatsgiebel die Skulptur Vergangenheit und Zukunft im Festsaal und ein Spiegel in vergoldeter, holzgeschnitzter Fassung mit Figuren.
Anton Pruska (München) gestaltete u. a. die plastischen Teile im Festsaal für Empore, Balkon und Pult sowie im Gobelinzimmer die Friese und die Stuckdecke.

Karl Selzer (Nürnberg) malte das Zifferblatt, Fritz Behn (München) modellierte aus Bronze die nackte Schifffahrt in der Wandelhalle und ein Bremer Wappen in Stuck im Festsaal. Fritz von Miller (München) entwarf für die Wandelhalle einen Beleuchtungskörper aus zwei Walkieferknochen. Der Heraldiker Otto Hupp (München) prägte die goldenen Wappen auf die Ledersessel.
Nur zwei Erzbischöfe als frühere Landesherren fanden mit Giselbert und Johann Rode gnädige Aufnahme an der Festtreppe zum Festsaal als Relief bzw. als Wappen.
Bilder von Gabriel von Seidl (von Leo Samberger), den Bürgermeistern Gröning, Pauli, Barkhausen und Marcus weisen auf den Baumeister und die verantwortlichen Landesherren hin.
Zahlreiche Geschenke von Bremer Firmen und Bürgern ergänzen die innere Dekoration, die in den folgenden Jahren mit Bildern und Skulpturen ergänzt wurde.

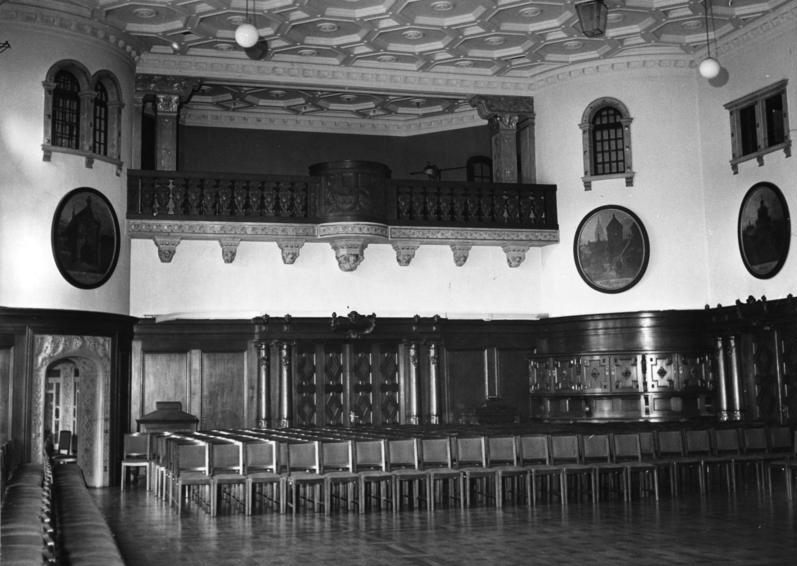
Festsaal, 1955

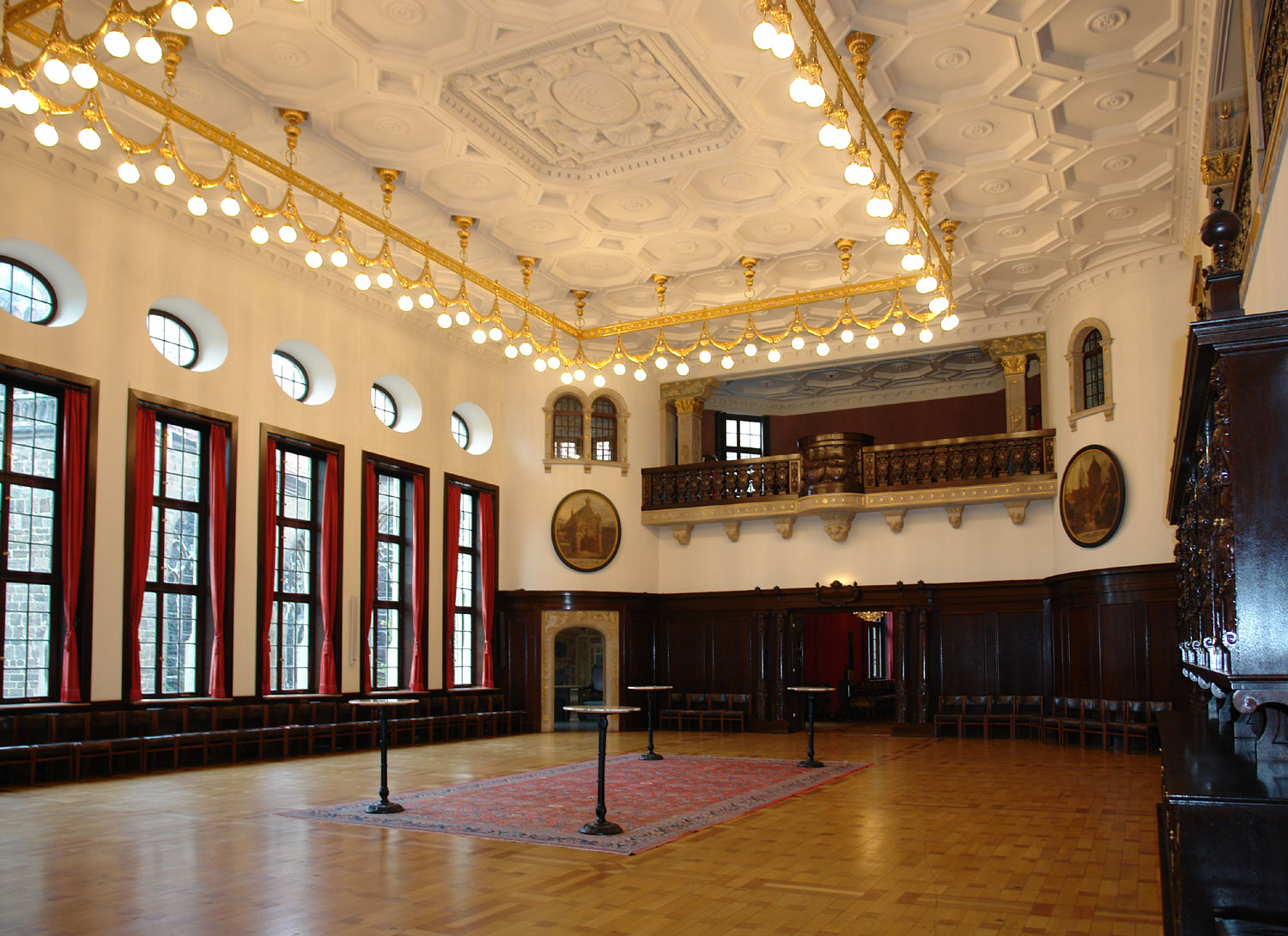
Festsaal, 2007

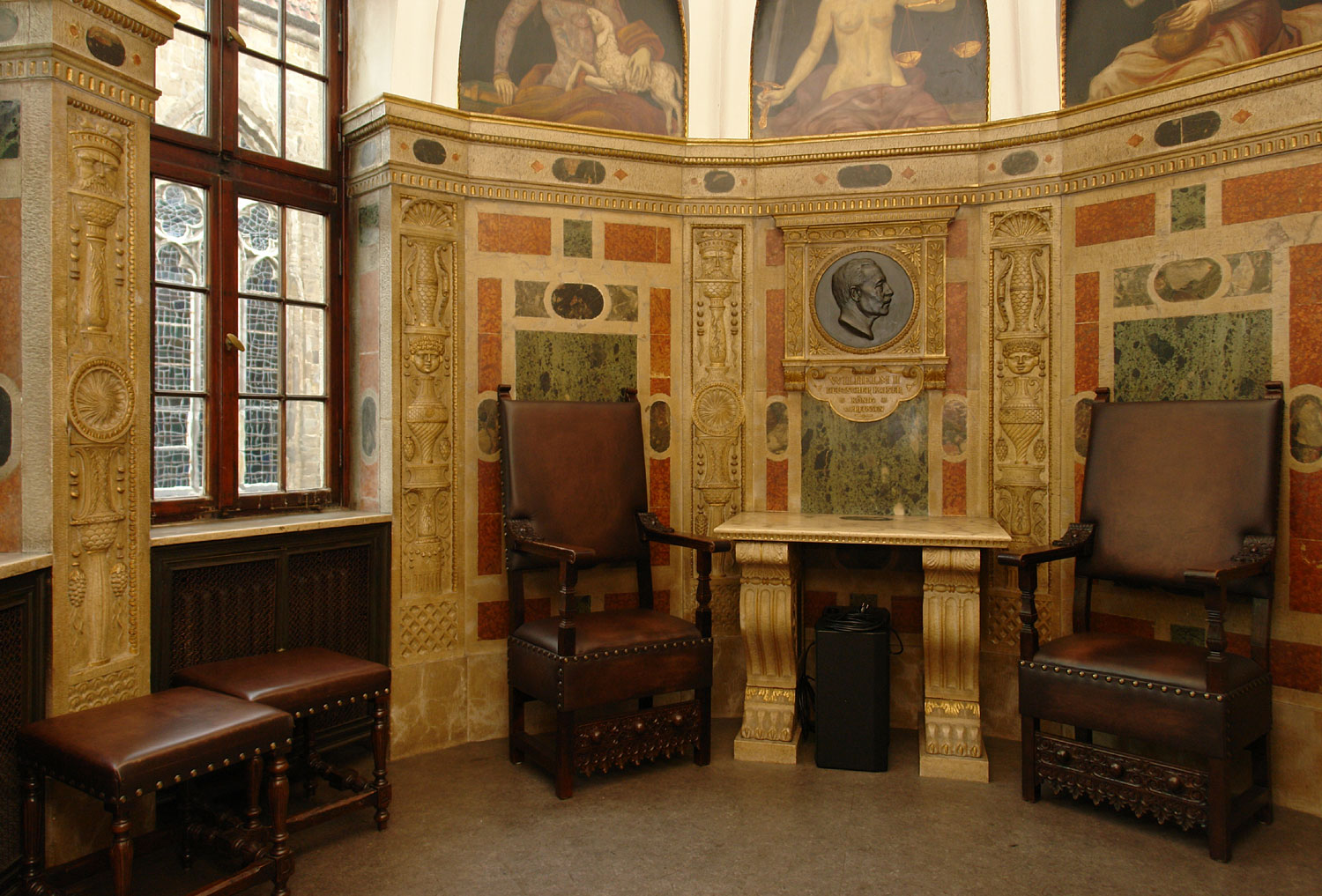
Turmzimmer am Festsaal, 2007

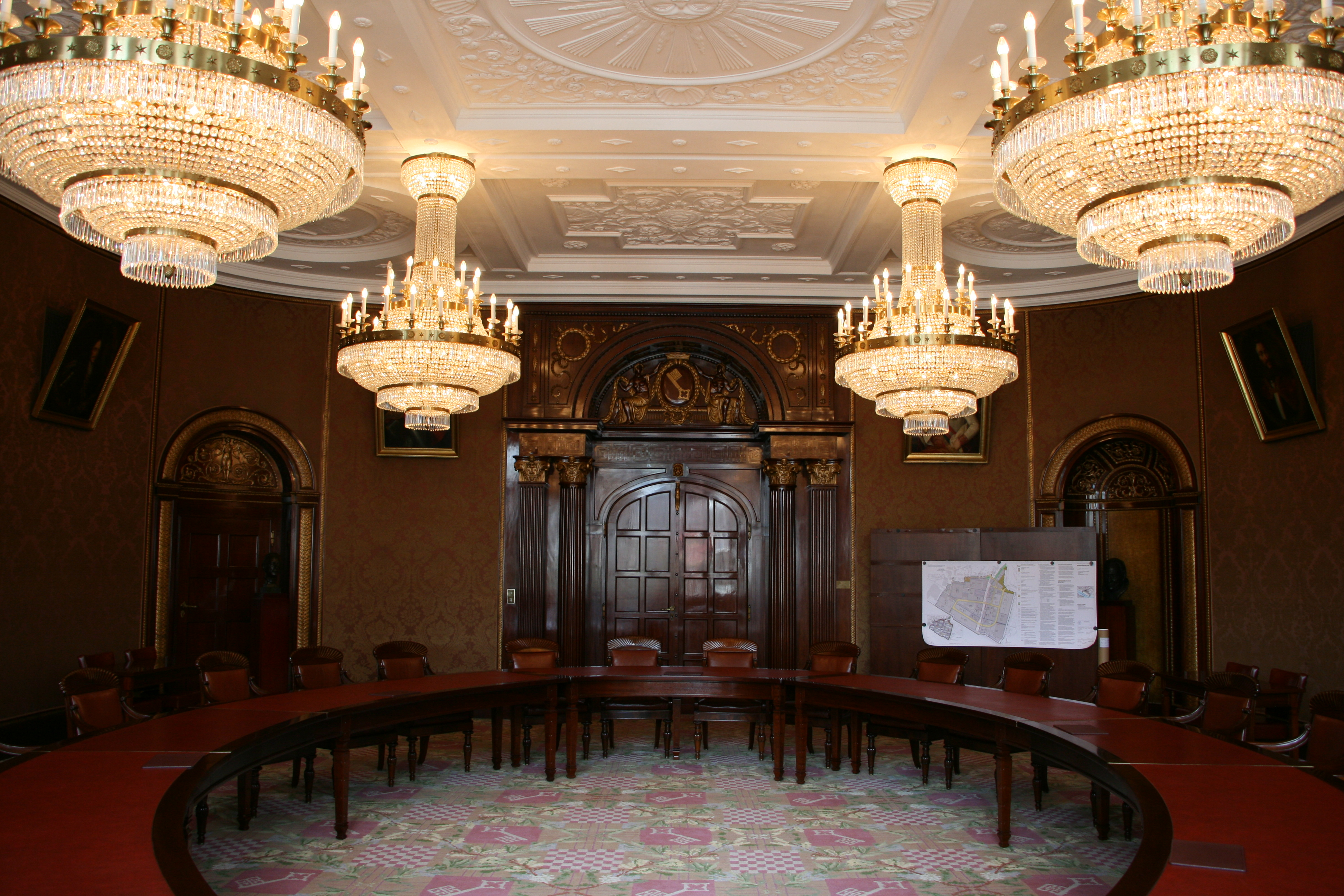
Senatssaal, 2014

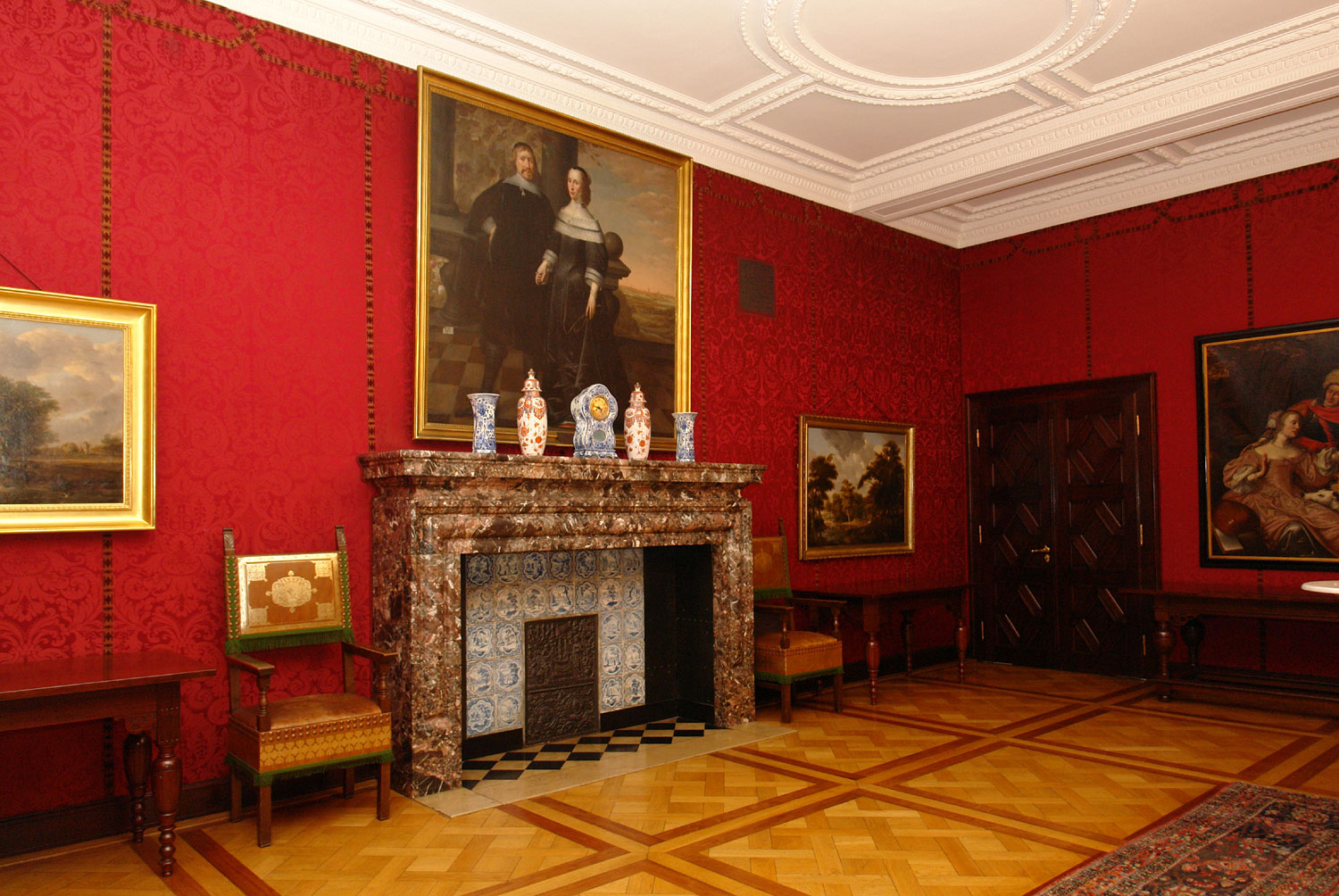
Kaminsaal, 2007

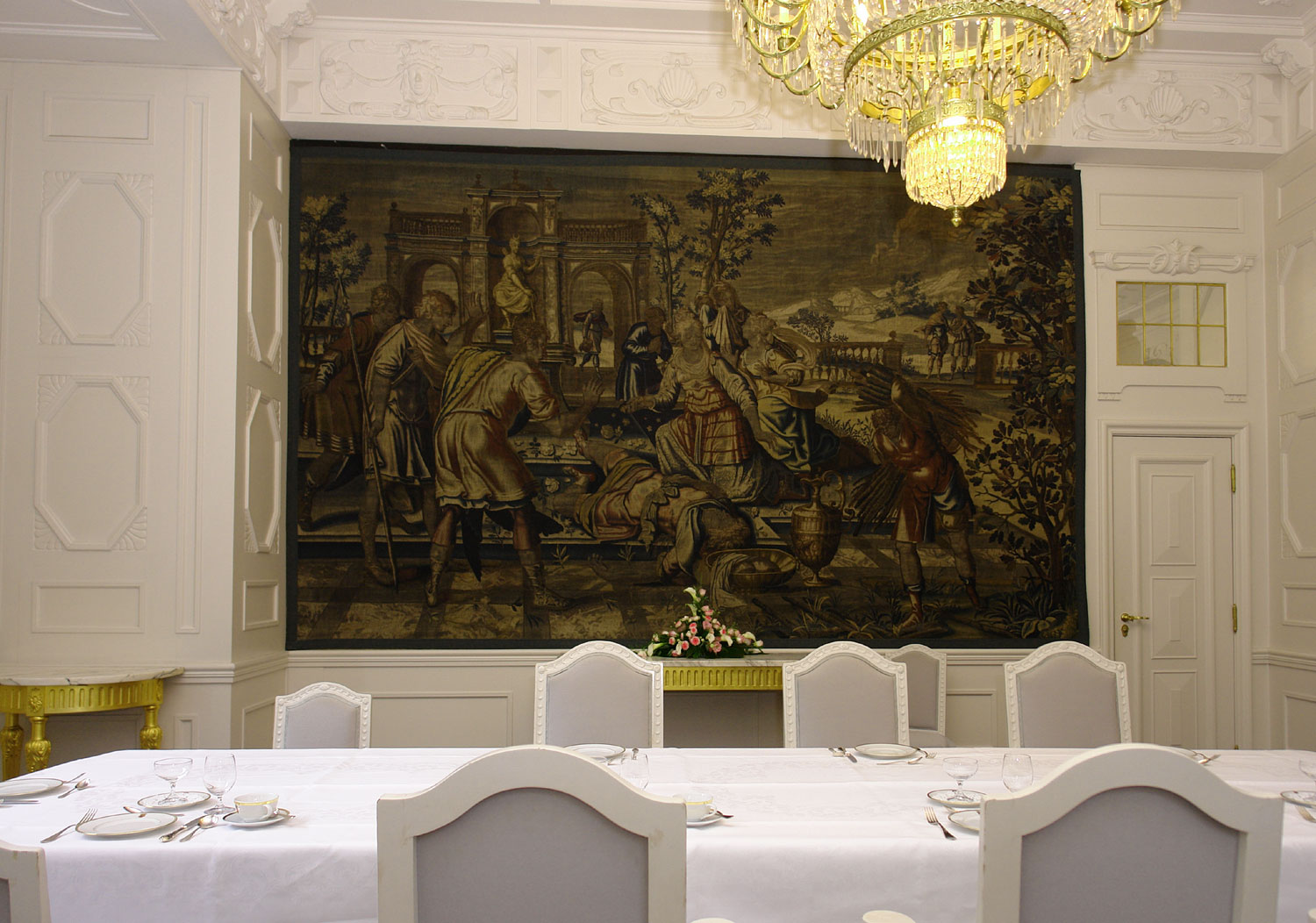
Gobelinzimmer, 2007

### Die besonderen Räume

#### Wandelhalle
In der Wandelhalle im Erdgeschoss befindet sich ein Ölgemälde von Alexander Kircher mit der Darstellung des Ost-West-Jungfernfluges der Junkers W 33 Bremen von 1928 über den Atlantik.

#### Festtreppe
Die Festtreppe mit ihren Vorräumen befindet sich an der Stelle der früheren nye dornßen und verbindet die Untere Halle, die Obere Halle und die Wandelhalle im Obergeschoss. Zu sehen ist der 1896 eingebaute Rathauskamin mit einer Inschrift.

#### Obere Wandelhalle
Dieser reich geschmückte Raum führt zu den domseitigen Räumen des Bürgermeisters. Die Marmorstatue von Bürgermeister Johann Smidt stammt vom Bildhauer Carl Steinhäuser. Die Büste von Reichspräsident Friedrich Ebert weist auf seine Tätigkeit von 1891 bis 1905 in Bremen hin. Sie stammt vom Bildhauer Georg Kolbe. Weitere Büsten von Bundespräsident Theodor Heuss und Bürgermeister Wilhelm Kaisen sind zu sehen. Die von Fritz Behn geschaffene Bronzefigur „Weser“ war ein Präsent des Norddeutschen Lloyds. Den Beleuchtungskörper aus zwei Walkieferknochen von Fritz von Miller stiftete die Bremer Woll-Kämmerei. Was die Uhr geschlagen hat, zeigt die große, quadratische Wanduhr von Schröder. „Die Klage Bremens“ ist eine Tafelmalerei von Franz Radziwill (Bremen), die seit 1946 die Zerstörungen von Bremen im Zweiten Weltkrieg beinhaltet.

#### Festsaal
Der Festsaal dient für große Empfänge und für Vorträge. Hier hat vom 17. März 1946 bis 1966 die Bremische Bürgerschaft, das Stadt- und Landesparlament Bremens, getagt. Über der Wandtäfelung befinden sich vier Eckbilder mit Darstellungen vom Ansgaritor, der Braut, des Zwingers und des Hohentores vom Maler F. Jakobsen. Ein Gemälde von Carl Vinnen stellt die Stadt Bremen im 17. Jahrhundert dar und war ein Geschenk der Baumwollbörse. Die Skulptur Vergangenheit und Zukunft stammt von Roemer. Von einer Galerie aus kann man dem Festtreiben zusehen. Durch zwei Wappen wurde die Verbundenheit zu den beiden hanseatischen Schwesterstädten Lübeck und Hamburg zum Ausdruck gebracht. Der die Decke umfassende Deckenleuchter ging im Krieg verloren und wurde 1993/94 nach alten Vorlagen rekonstruiert. Vier runde Bilder zeigen altbremische Festungstore der Bremer Stadtmauer.

#### Turmzimmer am Festsaal
In das kleine Turmzimmer sollte sich Kaiser Wilhelm II. bei seinem 22. und letzten Bremen-Besuch im März 1913 zurückziehen können. Hier hing sein Reliefporträt, gestiftet von Hermann Melchers (C. Melchers & Co.) und modelliert durch Adolf von Hildebrand (München).

#### Senatssaal
Der Senatssaal am Ende der Wandelhalle dient zu den allgemein am Dienstag stattfindenden Sitzungen des Senats der Freien Hansestadt Bremen. Die Teppiche wurden von dem damals jungen Innenarchitekten Rudolf Alexander Schröder entworfen. Mit Seide überspannte Wände, Mahagonitüren, die Stuckdecken von Max Josef Rebhan und Hermann Lüdecke und die vier Kristallkronleuchter sind weitere Gestaltungselemente. Eine Wanduhr von Schröder und die Kaiserbilder schmücken den Raum. Ein prächtiges Portal aus Marmor mit zwei mal zwei rötlichen Säulen und der großen Bezeichnung Senat führt in den Saal.
2012 wurde der Teppich Schröders durch eine genaue Kopie in der Größe von 160 m² ersetzt. Der in Nepal geknüpfte Teppich mit seinen 19 Mio. Knoten kostete 110.000 Euro.

#### Kaminsaal
Der Kaminsaal ist der Raum für Empfänge. Der namensgebende Kamin ist aus französischem Marmor. Eine weiße Stuckdecke, dunkelrote Damasttapeten, dunkler Parkettfußboden, große Porträts des 17. Jahrhunderts und Kristalllüster prägen den Raum. Ein Kapitell ist mit Gottvater und der Sapientia als Symbol für die Weisheit verziert. Die Gemälde kamen vom Kunstverein.

#### Hansazimmer
Der von der Dampfschiffahrtsgesellschaft „Hansa“ ausgestattete Raum dient repräsentativen Empfängen des Bürgermeisters. Die Holzdecke besteht aus Kassetten mit geometrischen Mustern und stammt von Otto Bollhagen.

#### Gobelinzimmer
Das einstige Kabinett für einen der Bürgermeister verdankte seinen Namen den beiden großen französischen Gobelins aus der ersten Hälfte des 17. Jahrhunderts, welche die Rückkehr der Zeustochter Artemis in den Olymp und den Tod des Aloiden Otos darstellt.